# Христо Лъджев
Христо Иванов Лъджев е български комунистически активист от Южна Македония.

## Биография
Христо Лъджев е роден на 10 февруари 1910 година в град Воден, тогава в Османската империя. През 1924 година се преселва със семейството си в Бургас. Негов брат е комунистът Георги Лъджев. Работи като обущарски работник и е профсъюзен деятел. Секретар е на ВМРО (обединена) от 1931 година, но през 1935 година е осъден на 10 години затвор по процеса срещу организацията в Бургас. Излежава присъдата си в Бургаския и Пловдивския затвор до 1938 година. Присъединява се към РМС през 1934 година, а към БКП през 1944 година. След Деветосептемврийския преврат е партиен секретар в Долно Езерово.